# Provinciale weg 307
De Provinciale weg 307 (N307) is een Nederlandse provinciale weg in de provincies Noord-Holland, Flevoland en Overijssel, die loopt van Hoorn, via Enkhuizen en Lelystad naar Kampen. Hij vormt een verbinding tussen de A7, A6 en de N50. De N307 maakt deel uit van het wegenproject N23.
De N307 liep eerst van Lelystad tot Kampen. Op 5 september 2018 werd het Flevolandse gedeelte van de N302 tussen Enkhuizen en Lelystad omgenummerd naar N307. Op 13 november 2018 werd het nieuwe deel van de N307 tussen Zwaagdijk en Lutjebroek geopend. Hierdoor werd ook het Noord-Hollandse deel van de N302 omgenummerd naar N307 en sindsdien begint de weg bij Hoorn. 
De weg heeft verschillende indelingen. Het eerste gedeelte tussen Hoorn (A7) en Bovenkarspel is uitgevoerd als autoweg met 2×2 rijstroken en een maximumsnelheid van 100 km/h. Hierna volgt een kort traject langs Bovenkarspel dat is uitgevoerd als tweestrooks-gebiedsontsluitingsweg waar een maximumsnelheid van 80 km/h van kracht is. Vervolgens gaat de weg de Houtribdijk op en gaat de snelheid omhoog naar 100 km/h, maar blijft het aantal rijstroken gelijk. Langs het noorden van Lelystad is het weer een tweestrooks-gebiedsontsluitingsweg waar een maximumsnelheid van 80 km/h van kracht is. Na de A6, officieel de Overijsselseweg, is de N307 als autoweg uitgebouwd met 2×1-rijstroken op het nieuwe deel tussen de Swifterringweg en Dronten-West, en 1×2 rijstroken met groene middenstreep op het oude deel tussen de A6-aansluiting Lelystad-Noord en de nieuwe onderdoorgang van de Swifterringweg. Bij op- en afrit Swifterbant bevinden zich aan weerszijden inhaalstroken. Het nieuwe tracé is uitgevoerd als autoweg en heeft een maximumsnelheid van 100 km/h. Daarnaast is het traject langs Dronten (werktitel Passage Dronten; officiële naam ook Overijsselseweg) ook uitgevoerd als autoweg met 1×2-rijstroken met groene middenstreep en een maximumsnelheid van 100 km/h. Hierna is de N307 weer een tweestrooks-gebiedsontsluitingsweg met maximumsnelheid van 80 km/h tot aan de Roggebotbrug. Vanaf het westen van afrit Elburg tot aan de N50 is de weg een autoweg met een maximumsnelheid van 100 km/h.

## Geschiedenis
Tot het begin van de 21e eeuw begon de N307 niet bij de A6, maar liep deze ook noordelijk om Lelystad om ter hoogte van het begin van de Houtribdijk waar deze aansloot op de N302. Nadat de route van de N302 verlegd werd van het centrum naar de rondweg om Lelystad werd het begin van de N307 verlegd naar de aansluiting op de A6.
Voor de opening van de nieuwe N50 ter hoogte van Kampen verliep de N307 verder het centrum van Kampen in. Ten zuiden van Kampen sloot de N307 aan op de N763 en N764, die toen onderdeel waren van de oude route van de N50 door Kampen.

### Verlenging
Toen in Noord-Holland de werkzaamheden rond de N23 klaar waren, is het nummer N307 doorgetrokken naar Hoorn. Hierbij heeft de N307 tussen Lelystad en Enkhuizen en tussen Hoorn en de aansluiting Medemblik het nummer N302 en tussen Enkhuizen en Bovenkarspel het nummer N506 vervangen. Tussen Bovenkarspel en de aansluiting Medemblik is dan een nieuw weggedeelte aangelegd. De Houtribweg in Lelystad tussen de aansluiting A6 Lelystad-Noord en de Markerwaarddijk heeft daarmee het oude wegnummer N307 weer terug. 
N23 · N194 · N196 · N197 · N198 · N199 · N200 · N201 · N202 · N203 · N204 · N205 · N206 · N207 · N208 · N209 · N210 · N211 · N212 · N213 · N214 · N215 · N216 · N217 · N218 · N219 · N220 · N221 · N222 · N223 · N224 · N225 · N226 · N227 · N228 · N229 · N230 · N231 · N232 · N233 · N234 · N235 · N236 · N237 · N238 · N239 · N240 · N241 · N242 · N243 · N244 · N245 · N246 · N247 · N248 · N249 · N250 · N307

N401 · N402 · N403 · N404 · N405 · N406 · N407 · N408 · N409 · N410 · N411 · N412 · N413 · N414 · N415 · N416 · N417 · N418 · N419 · N420 · N421 · N439 · N440 · N441 · N442 · N443 · N444 · N445 · N446 · N447 · N448 · N449 · N450 · N451 · N452 · N453 · N454 · N455 · N456 · N457 · N458 · N459 · N460 · N461 · N462 · N463 · N464 · N465 · N466 · N467 · N468 · N469 · N470 · N471 · N472 · N473 · N474 · N475 · N476 · N477 · N478 · N479 · N480 · N481 · N482 · N483 · N484 · N487 · N488 · N489 · N490 · N491 · N492 · N493 · N494 · N495 · N496 · N497 · N498 · N501 · N502 · N503 · N504 · N505 · N505 (Andijk) · N506 · N507 · N508 · N509 · N510 · N511 · N512 · N513 · N514 · N515 · N516 · N517 · N518 · N519 · N520 · N521 · N522 · N523 · N524 · N525 · N526 · N527 · N806 · N830 · N848

Cursief vermelde wegen zijn voormalige Provinciale wegen
N23 · N34 · N224 · N225 · N229 · N233 · N271 · N301 · N302 · N303 · N304 · N305 · N306 · N307 · N308 · N309 · N310 · N311 · N312 · N313 · N314 · N315 · N316 · N317 · N318 · N319 · N320 · N322 · N323 · N324 · N325/A325 · N326/A326 · N327 · N329 · N330 · N331 · N332 · N333 · N334 · N335 · N336 · N337 · N338 · N339 · N340 · N341 · N342 · N343 · N344 · N345 · N346 · N347 · N348/A348 · N349 · N350 · N351 · N352 · N375 · N377

N418 · N701 · N702 · N703 · N704 · N705 · N706 · N707 · N708 · N709 · N710 · N711 · N712 · N713 · N714 · N715 · N716 · N717 · N718 · N719 · N720 · N727 · N731 · N732 · N733 · N734 · N735 · N736 · N737 · N738 · N739 · N740 · N741 · N742 · N743 · N744 · N745 · N746 · N747 · N748 · N749 · N750 · N751 · N752 · N753 · N754 · N755 · N756 · N757 · N758 · N759 · N760 · N761 · N762 · N763 · N764 · N765 · N766 · N768 · N781 · N782 · N783 · N784 · N785 · N786 · N787 · N788 · N789 · N790 · N791 · N792 · N793 · N794 · N795 · N796 · N797 · N798 · N800 · N801 · N802 · N803 · N804 · N805 · N806 · N810 · N811 · N812 · N813 · N814 · N815 · N816 · N817 · N818 · N819 · N820 · N821 · N822 · N823 · N824 · N825 · N826 · N827 · N830 · N831 · N832 · N833 · N834 · N835 · N836 · N837 · N838 · N839 · N840 · N841 · N842 · N843 · N844 · N845 · N846 · N847 · N848 · N852 · N855

Cursief vermelde wegen zijn voormalige provinciale wegen.